# María de la O (pel·lícula de 1936)
María de la O és una pel·lícula espanyola melodramàtica del 1936 dirigida per Francesc Elías Riquelme amb un guió inspirat en un cuplet de Salvador Valverde i Rafael León, i protagonitzada per Carmen Amaya, Imperio Argentina i Antonio Moreno, actor que havia triomfat a Hollywood. Fou un dels grans èxits cinematogràfics durant la Segona República Espanyola.

## Repartiment
El pintor andalús Pedro Lucas i la seva dona gitana Soleá la Itálica tornen a Granada, ciutat on aquesta va néixer i d'on se'n va anar per problemes amb un antic promès gitano (Manuel) que li va jurar venjança. Ara el marit vol pintar un retrat de la seva dona a la ciutat on es van conèixer. Però les coses no surten com esperaven quan Manuel es presenta de sobte a la seva casa. Manuel mata la seva dona i Pedro mata Manuel. Pedro ha de fugir a Amèrica i torna molts anys després sota la identitat de Mr Moore per conèixer a la seva filla, una magnifica balladora anomenada María de la O que va haver d'abandonar quan va cometre l'homicidi.
- Pastora Imperio...	Italica
- Antonio Moreno...	Pedro Lucas / Mr More
- Carmen Amaya	...	María de la O
- Julio Peña	...	Juan Miguel
- Rosario Imperio 	...	Mari Cruz
- Petra García Espinosa

## Producció
La pel·lícula mostra en el seu repertori influència de l'estil de Hollywood: formes expressionistes per al crim i el funeral, motius del western per la baralla i la fugida. La planificació denota un bon coneixement dels recursos del cinema clàssic: l'el·lipsi del moment del assassinat i els fosos encadenats sobre la ballarina, que condensen el temps del seu creixement. I el recurs a la "copla" entre diversos intèrprets., que significa la difusió popular de la cançó, és influït del musical estatunidenc.